# Gmina Kościoła Jezusa Chrystusa Świętych w Dniach Ostatnich w Łodzi
Gmina Kościoła Jezusa Chrystusa Świętych w Dniach Ostatnich w Łodzi – gmina mormońska działająca w Łodzi, należąca do polskiego warszawskiego dystryktu Kościoła Jezusa Chrystusa Świętych w Dniach Ostatnich.

## Historia
Członkowie Kościoła spotykali się w wynajmowanym lokalu przy ul. Gdańskiej 40. Planowano wybudować w Łodzi kaplicę na działce przy ul. Kopcińskiego 33. Przy czym w październiku 2005 teren został wstępnie uporządkowany, m.in. rozebrano stare garaże. Łódzka kaplica miała być budynkiem piętrowym z 26-metrową wieżą, o tradycyjnej bryle budynku kościelnego. Byłby to drugi, po warszawskim, wolno stojący dom spotkań Kościoła Jezusa Chrystusa Świętych w Dniach Ostatnich w Polsce.
W 2024 gmina miała swoją siedzibę przy ul. Orlej 13. Tam również co niedzielę o godz. 10 odbywają się nabożeństwa.